# 藤田喬平ガラス美術館
藤田喬平ガラス美術館（ふじたきょうへいガラスびじゅつかん）とは宮城県宮城郡松島町に所在するガラス工芸家の藤田喬平の作品を展示する個人美術館である。

## 概要
宮城県で温泉旅館等を運営する一の坊により運営されており、1996年（平成8年）4月に松島町の「松島ホテル一の坊」（現：松島温泉湯本 松島 一の坊）の敷地内に併設して建てられた「松島一の坊 洗心」の1階に開設された。
展示室の他に茶室や日本三景松島の海が眺められる展望露台が設置されている。

## アクセス
- 鉄道
  - JR東北本線松島駅から徒歩10分
  - JR仙石線高城町駅から徒歩10分
  - JR仙石線松島海岸駅から徒歩20分
- 無料駐車場：300台（松島 一の坊と共用）